# Município de Claibourne (condado de Union, Ohio)
Localização do Ohio nos E.U.A.
O município de Claibourne (em inglês: Claibourne Township) é um local localizado no condado de Union no estado estadounidense de Ohio. No ano 2010 tinha uma população de 3519 habitantes e uma densidade populacional de 39,15 pessoas por km².

## Geografia
O município de Claibourne encontra-se localizado nas coordenadas 40° 24′ 58″ N, 83° 19′ 47″ O. Segundo a Departamento do Censo dos Estados Unidos, o município tem uma superfície total de 89.88 km², da qual 89,25 km² correspondem a terra firme e (0,71 %) 0,63 km² é água.

## Demografia
Segundo o censo de 2010, tinha 3519 pessoas residindo no município de Claibourne. A densidade de população era de 39,15 hab./km².